# Rolladen Schneider LS3
Die LS3 ist ein einsitziges Segelflugzeug der „alten“ Rennklasse, mit 15 m Flügelspannweite und Wölbklappe. Entworfen wurde sie von Wolf Lemke, hergestellt bei der Firma Rolladen Schneider Flugzeugbau GmbH in Egelsbach bei Frankfurt. Erstflug war am 4. Februar 1976. Ungewöhnlich sind bei diesem Flugzeug die Tragflächen mit durchgehenden Flaperons (Querruder über gesamte Flügellänge werden gleichzeitig als Wölbklappe gefahren) und „Einfach-Trapez-Grundriss“.
Alle Bedienelemente (Fahrwerk, Wölbklappen und Trimmung) sind auf der linken Seite angebracht. Das gefederte Fahrwerk lässt sich sehr leicht ein- und ausfahren und wird mit den Füßen gebremst. Da der Wölbklappenhebel direkt auf der Schubstange für die Bremsklappen geführt wird, werden die Wölbklappen beim Ausfahren der Bremsklappen automatisch in die Landestellung (+10) geschoben, was die Gefahr einer Fehlbedienung deutlich verringert.
Richtig erfolgreich war die LS3 bei Wettbewerben nie. Man bekam die Aerodynamik des Flugzeugs erst nach verschiedenen Verbesserungen in den Griff (Durchlüftung des Wölbklappenspaltes und Abdeckteile für den Flügel-Rumpf-Übergang). Auch störte so manchen Piloten das hohe Gewicht der LS3 (Ruder-Massenausgleich), was ihr zu dem Spitznamen „LS-Blei“ verhalf. Außerdem ist das Flügelprofil der LS3 mit einer relativen Dicke von 17 % recht mücken- und regenempfindlich.
Die objektiven Leistungen überzeugen allerdings: So hat die LS3 in mehreren Vermessungen sehr gute Gleitzahlen (>40) und exzellente Schnellflugleistungen vorgelegt. Das Flugzeug steigt trotz des hohen Gewichtes in der Thermik hervorragend. Inzwischen wurden Mückenputzer eingeführt, welche die Probleme des Tragflächenprofiles bei Verschmutzung kompensieren. Weniger bekannt ist, dass in der Ursprungsversion alle Ruder bei der Montage automatisch angeschlossen werden. Das robuste Flugzeug verfügt über extrem gut wirkende Bremsklappen, die dem Piloten Reserven bei Landungen in ungewohntem Terrain bescheren. Alles in allem ist die LS3 ein preiswertes Segelflugzeug mit sehr guten Flugeigenschaften und -leistungen.
Neben der LS3 wurde ab 1978 die etwa 30 kg leichtere LS3a gebaut, die später auch in einer 17-m-Version mit Ansteckflächen vermarktet wurde. Mit dieser leichteren LS3a, die jetzt wieder mit getrennten Querrudern und Wölbklappen gebaut wurde, sollte die Diskussion um das Gewicht beendet werden. Bei gleichem Höchstabfluggewicht wurde auch der Spielraum durch Wasserballast größer. Zuletzt wurden auch Varianten mit Winglets gesichtet. Außerdem wurde eine LS3 mit Wölbklappenautomatik nach dem Prinzip der Mü 28 gebaut.

## Technische Daten

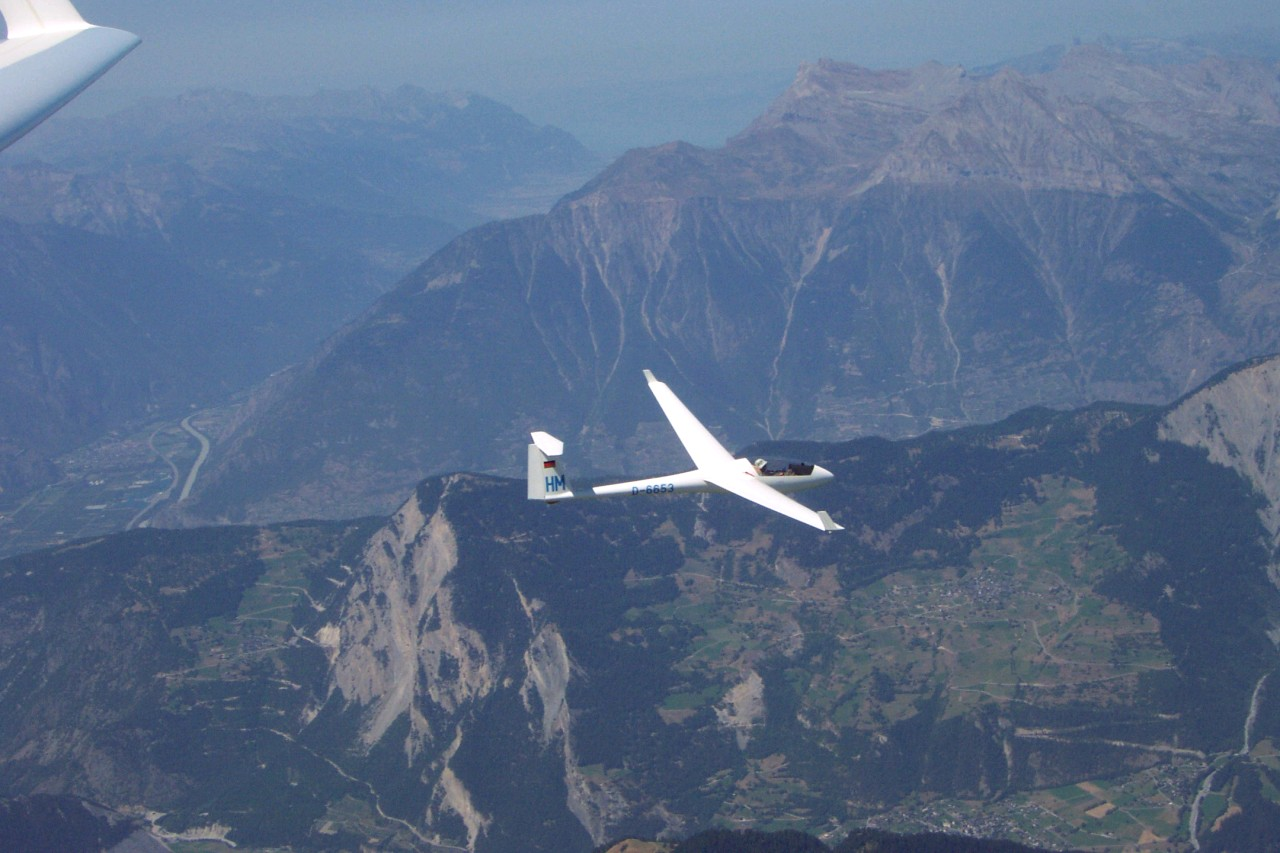
LS3 südlich Sion im Rhonetal

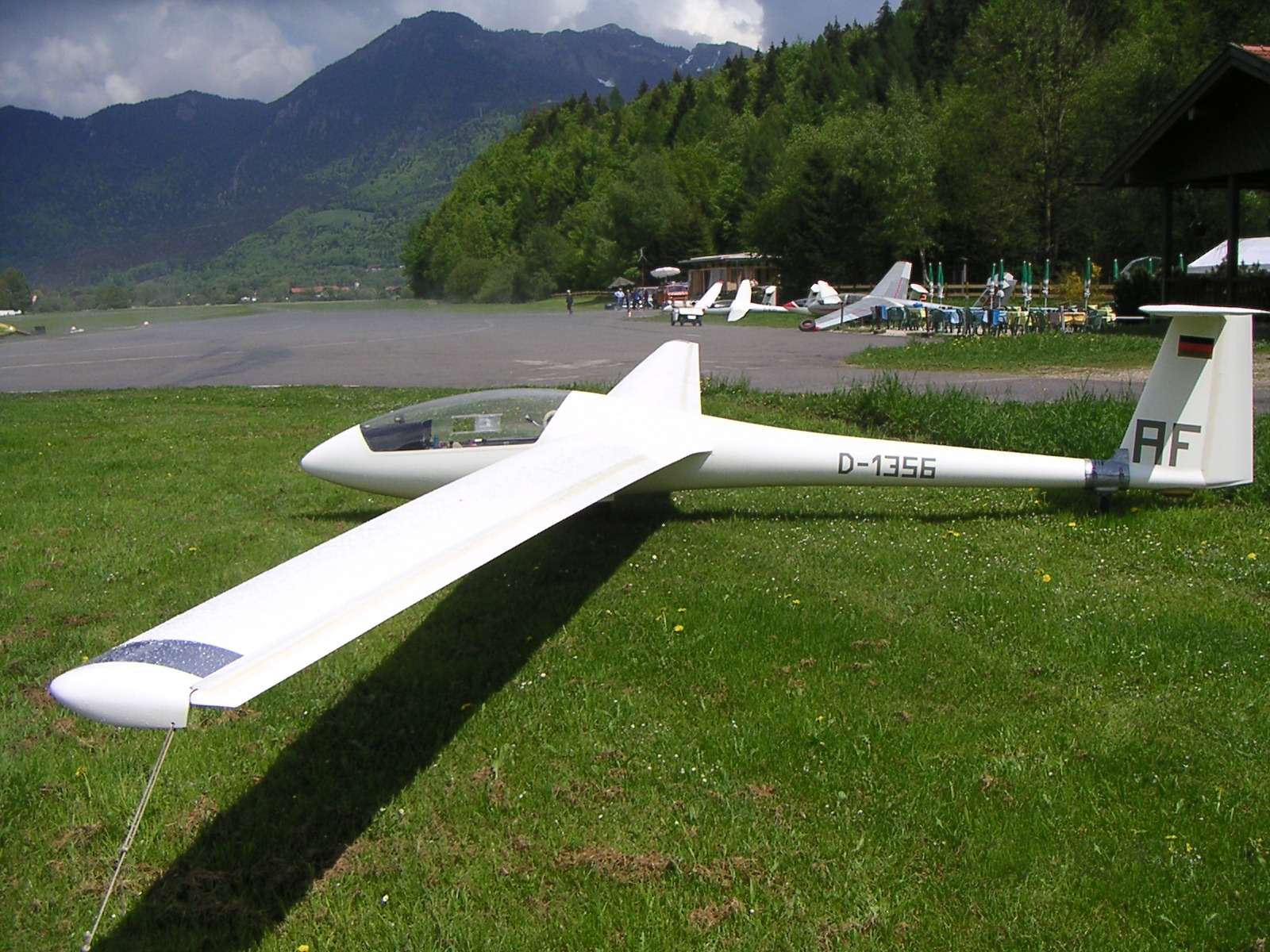
LS3 (WNr 3001) in Unterwössen

|                       | LS3                                      | LS3a                                     | LS3-17                                   |
| --------------------- | ---------------------------------------- | ---------------------------------------- | ---------------------------------------- |
| Konstrukteur          | Wolf Lemke                               | Wolf Lemke                               | Wolf Lemke                               |
| Erstflug              | 1976                                     | 1978                                     | 1979                                     |
| Bauart                | Flächen: GfK-Schaum-Sandwich, Rumpf: GfK | Flächen: GfK-Schaum-Sandwich, Rumpf: GfK | Flächen: GfK-Schaum-Sandwich, Rumpf: GfK |
| Flügelprofil          | Wortmann FX-67-K-170 (modifiziert)       | Wortmann FX-67-K-170 (modifiziert)       | Wortmann FX-67-K-170 (modifiziert)       |
| Klasse                | Rennklasse                               | Rennklasse                               | 18-Meter-Klasse                          |
| Abmessungen           |                                          |                                          |                                          |
| Spannweite            | 15 m                                     | 15 m                                     | 17 m                                     |
| Streckung             | 21,4                                     | 21,4                                     | 25,8                                     |
| Länge                 | 6,84 m                                   | 6,84 m                                   | 6,84 m                                   |
| Flügelfläche          | 10,5 m²                                  | 10,5 m²                                  | 11,22 m²                                 |
| Massen und Zuladung   |                                          |                                          |                                          |
| Besatzung             | 1                                        | 1                                        | 1                                        |
| Leermasse             | 270 kg                                   | 243 kg                                   | 255 kg                                   |
| Wasserballast         | 150 kg                                   | 150 kg                                   | -                                        |
| max. Startmasse       | 472 kg                                   | 472 kg                                   | 370 kg                                   |
| Flächenbelastung      | ca. 35–45 kg/m²                          | ca. 35–45 kg/m²                          | ca. 30–33 kg/m²                          |
| Flugleistungen        |                                          |                                          |                                          |
| Gleitzahl             | 40,8                                     | 41,7                                     | 44                                       |
| Abrissgeschwindigkeit | 64 km/h                                  | 62 km/h                                  | 60 km/h                                  |
| Geringstes Sinken     | 0,62 m/s                                 | 0,60 m/s                                 | 0,55 m/s                                 |